# Alejandro Harguinteguy
Alejandro Harguinteguy fue un futbolista del Almirante Brown en la etapa amateur y de las ligas provinciales, pero que llegó a jugar en el primer campeonato que disputó este club en su afiliación a la AFA, obteniendo el primer campeonato de la institución, en el año 1956. Según quienes lo vieron jugar, fue el mejor futbolista de todos los tiempos de esta institución.

## Trayectoria y características
Integrante del club en la época "romántica" del fútbol, participó de los torneos de la Asociación Amateur de Fútbol del Oeste. Tanto en esa liga amateur como en sus posteriores desempeños cuando el club se afilió a la AFA y disputó los torneos oficiales de ascenso, alternó la práctica del fútbol con su trabajo de repartidor de combustible, que realizaba con un carro de caballos.
Nunca vistió otra casaca que la de Almirante Brown.
Integró el equipo campeón invicto de 1956 que ascendió a la Tercera División de Ascenso (actual
Primera «C»). La gente que lo vio jugar afirma que -teniendo en cuenta que era un fútbol totalmente distinto al actual- tenía todas las condiciones para ser un verdadero fenómeno del fútbol argentino e inclusive podía haber tenido proyección internacional. 
Falto de carácter, sin embargo, aseguran que se escondía para no atender a los representantes de clubes grandes de Primera División que se acercaron por su casa a buscarlo, entre los que se mencionan a River Plate y San Lorenzo de Almagro.
Era un zurdo de una notable habilidad, dotado de un pique corto excepcional y un contundente y preciso cabezazo. Además, también comentan que tenía la virtud de gambetear para adelante.

## Enlaces
- Al libro de Carlos Correa "Almirante de mi vida", en diarionco.com, donde se ven, en página 103 y 104, una semblanza de Alejandro Harguinteguy, en página 311, sus estadísticas (incompletas)
- Sitio Web Oficial del Club Almirante Brown